# روزاريو دي بيلا
روزاريو دي بيلا (بالإيطالية: Rosario Di Bella)‏ هو ملحن ومغن مؤلف إيطالي، ولد في 27 يوليو 1963 في زافيرانا إتنيا في إيطاليا.

## وصلات خارجية
- الموقع الرسمي
- روزاريو دي بيلا على موقع IMDb (الإنجليزية)
- روزاريو دي بيلا على موقع ميوزك برينز (الإنجليزية)
- روزاريو دي بيلا على موقع أول ميوزيك (الإنجليزية)
- روزاريو دي بيلا على موقع ديسكوغز (الإنجليزية)
- روزاريو دي بيلا على موقع ديسكوغز (الإنجليزية)